# Höjer & Ljungqvist

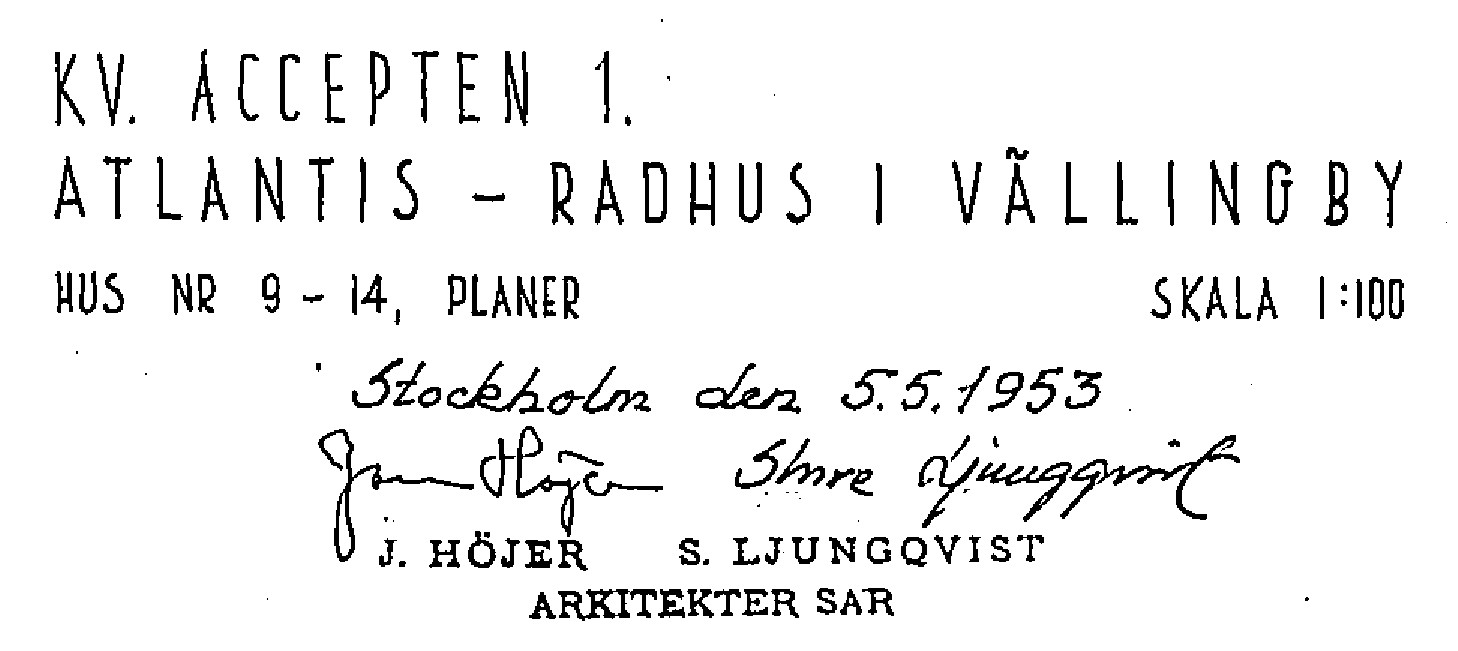
Höjers och Ljungqvists signatur, maj 1953.

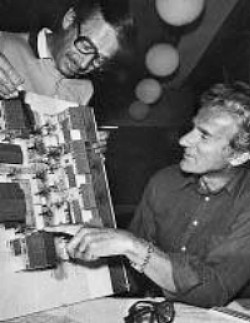
Höjer (t.v.) och Ljungqvist.

Höjer & Ljungqvist var ett svenskt arkitektkontor bildat 1952 av arkitekterna Jon Höjer och Sture Ljungqvist. 

## Historik
Både Höjer och kollegan Ljungqvist var intresserade av och engagerade i formgivning och problemlösning. Men mellan båda arkitektena uppsåd en viss arbetsfördelning där Höjer var mera programskrivare och Ljungqvist en god marknadsförare. Höjer & Ljungqvist ritade en lång rad byggnader i efterkrigstidens Sverige, som bostadsområden, radhus, centrumanläggningar, skolor, kontors- och industribyggnader samt kyrkor och banker. Firman vann ett tjugotal arkitekttävlingar och stod även bakom en lång rad stadsplaner, här kan nämnas generalplan för Bålsta (1966–1972), stadsplan för Kälvesta (1963–1974), generalplan för Norra Botkyrka (1967) samt områdesplan, stadsplaner och byggnader för Fittja (1968–1970).
Firmans specialitet blev radhus i alla dess former, bland annat kvarteret Sörgården i Tensta uppförd med lättbetong och i självbyggeri för vilket arkitekterna fick Ytongpriset 1974. År 1977 fick de åter igen Ytongpriset, denna gång för byggnadsetapp 1 i Kista. Totalt ritade Höjer & Ljungqvist mer än 3 000 småhus främst för Stockholms stads småstugebyrå (SMÅA). 
Kontoret låg tidvis i Smedslättens gård som Höjer & Ljungqvist under 1960-talet hade renoverat på egen bekostnad. Företaget hade som mest omkring 40 medarbetare och existerade fram till 1992 då det övergick till kontorets medarbetare vilka bytte namn till Origo arkitekter.

## Arbeten i urval

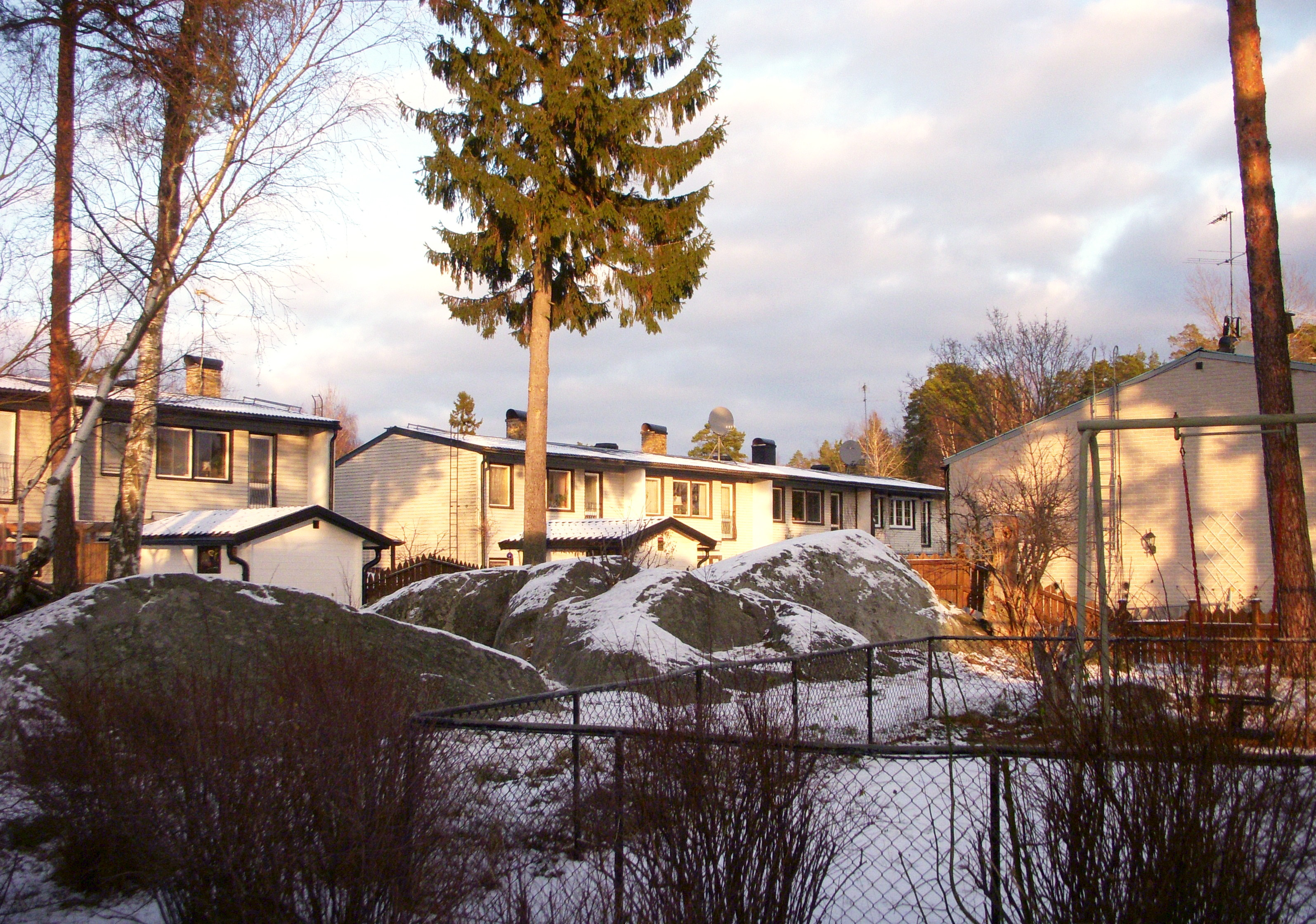
Radhus i Larsboda.
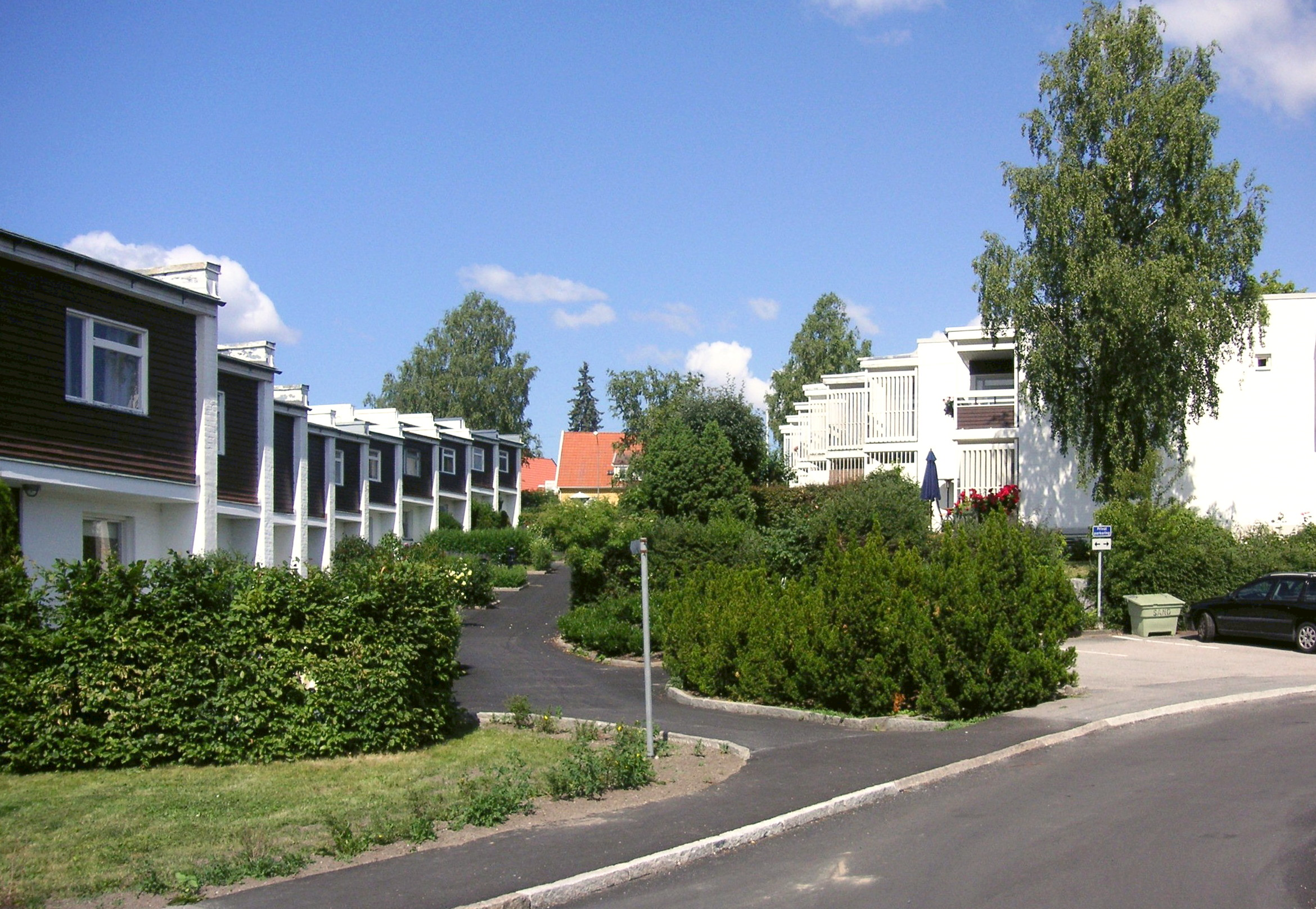
Radhus i Smedslätten.
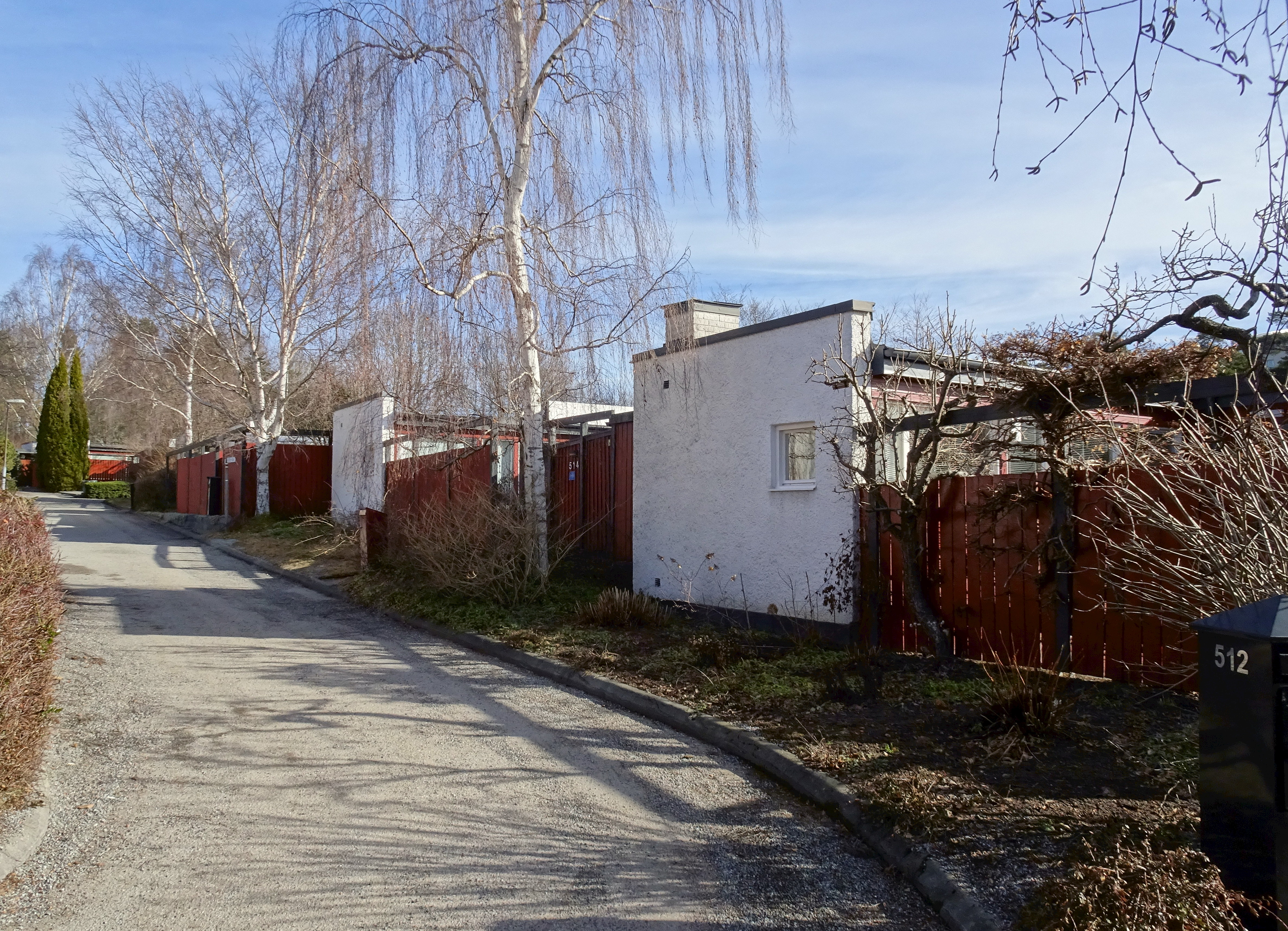
Kvarteret Sörgården, Tensta.
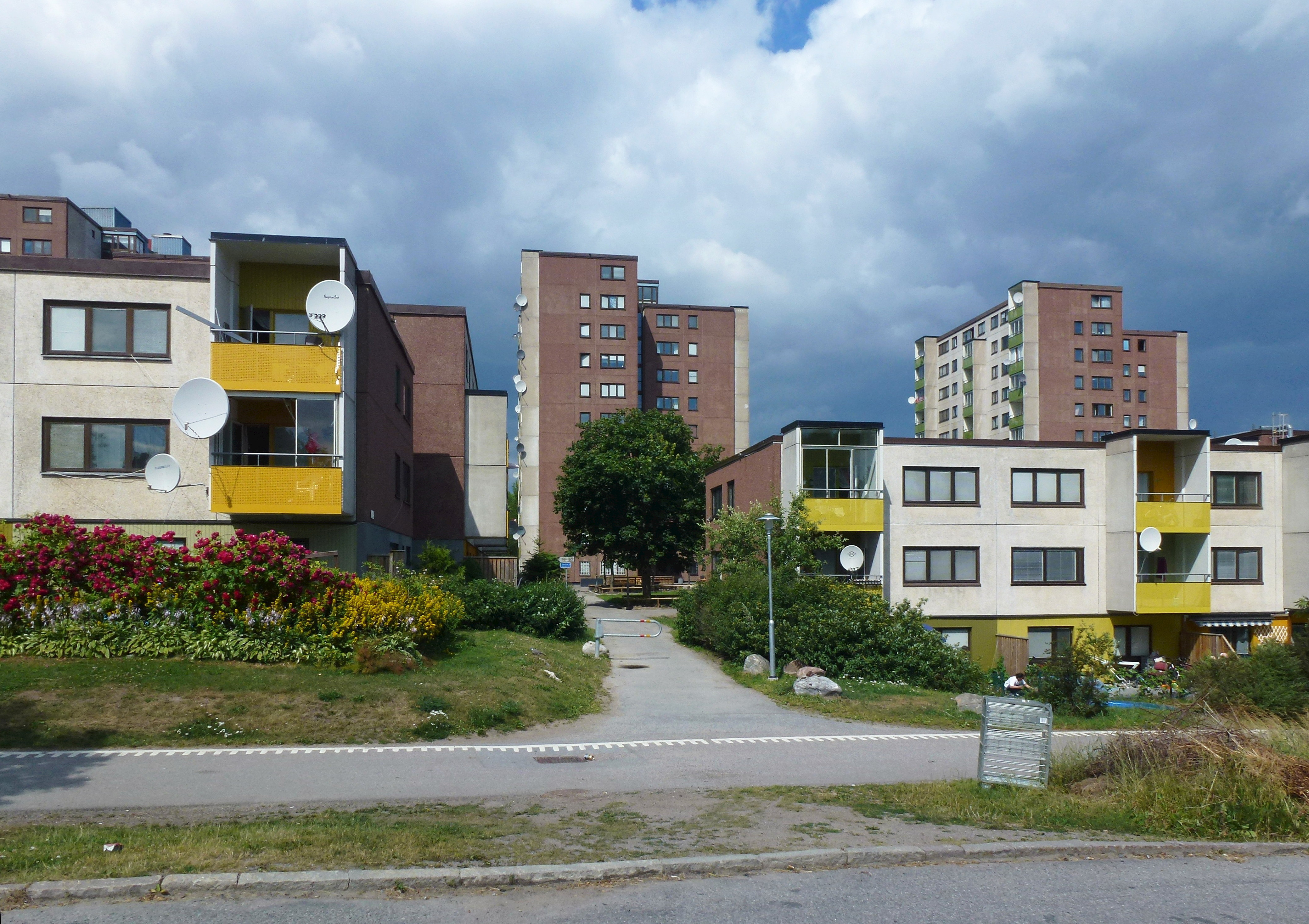
Hög- och låghus i Fittja.
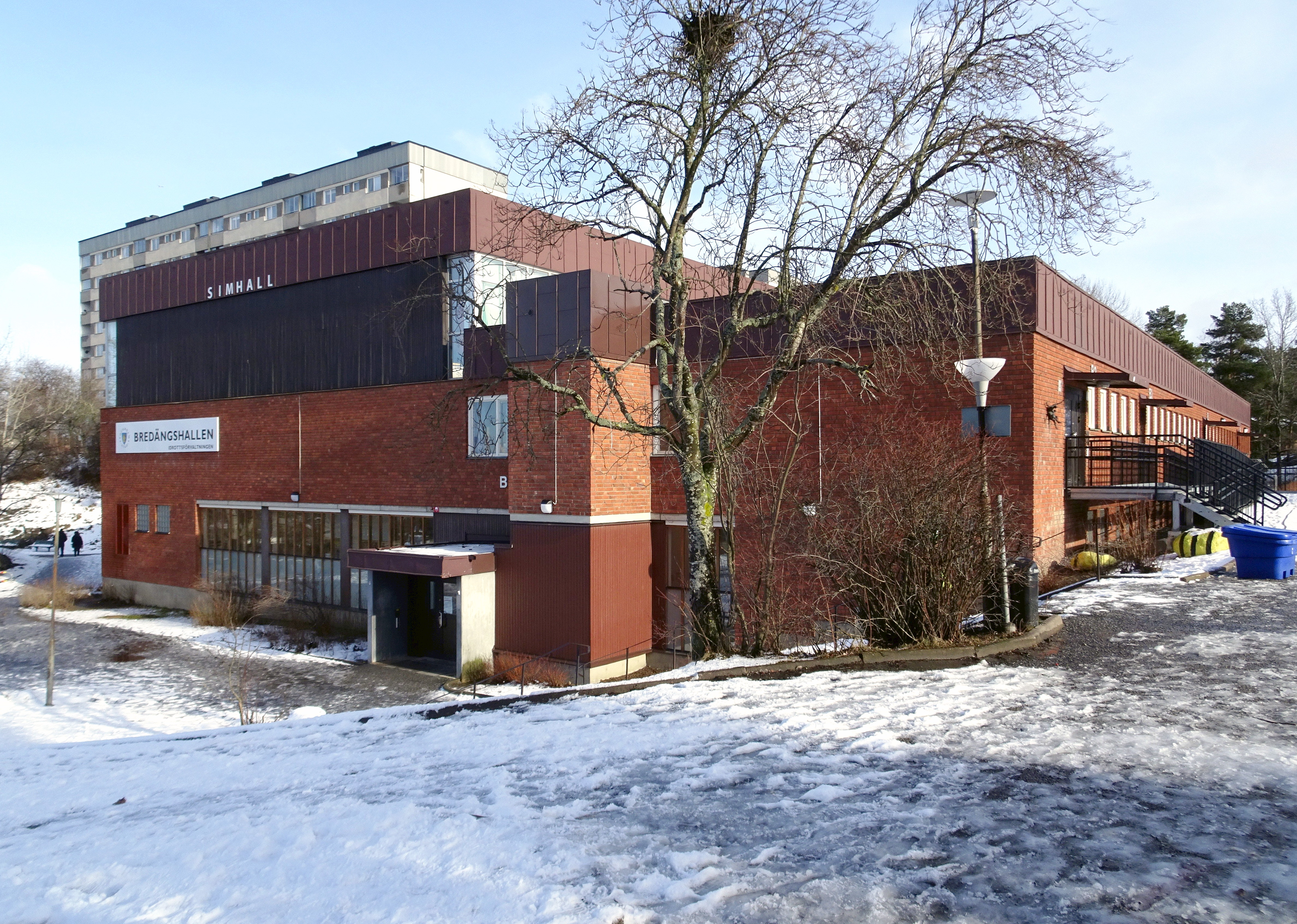
Bredängshallen i Bredäng.